# Solinger LC
Der Solinger Leichtathletik-Club 1951 e. V., kurz auch Solinger LC oder SLC genannt, ist ein Sportverein aus Solingen. Er wurde am 6. März 1951 als erster reiner Leichtathletikverein der Bundesrepublik Deutschland gegründet.
Die Heimstätte des SLC ist die Herbert-Schade-Sportanlage (ehemals Sportanlage Schaberg) im Solinger Ortsteil Krahenhöhe.

## Geschichte

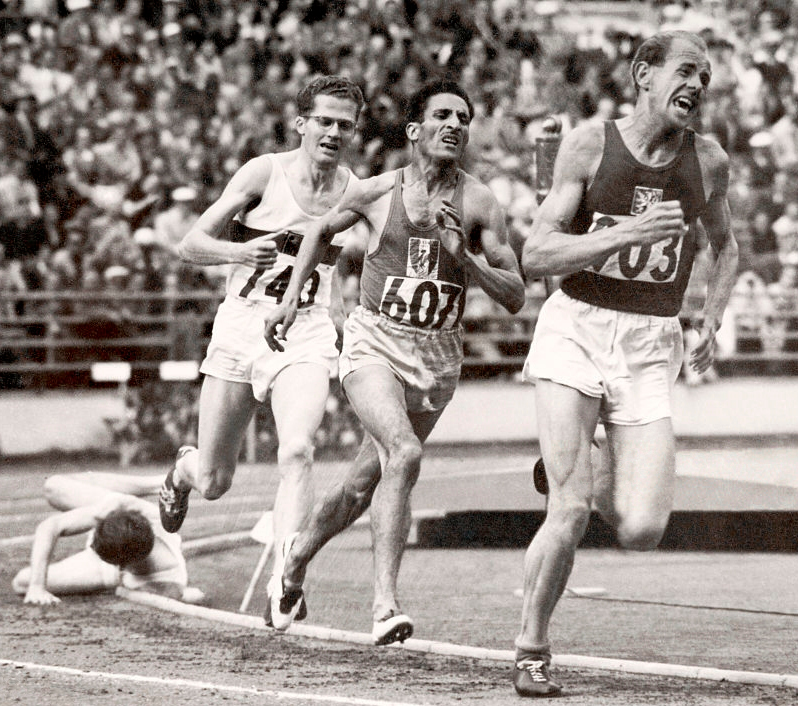
Herbert Schade (links) mit Alain Mimoun und Emil Zátopek in Helsinki 1952

Mit dem Ziel, den deutschen Spitzenläufer Herbert Schade vom Barmer TV 1846 Wuppertal in seine Heimatstadt Solingen zurückzuholen, wurde am 6. März 1951 der erste reine Leichtathletikverein Deutschlands gegründet. Zum ersten Vorsitzenden wurde der Solinger und spätere Bundespräsident Walter Scheel gewählt. Im Vergleich zu den anderen Solinger Vereinen, die Leichtathletik oder Laufen anboten, setzte der Solinger LC zunächst gänzlich auf den Leistungssport – vor allem im Langstreckenbereich.
So wechselten Herbert Schade und einige Trainingskollegen zum Solinger LC. Bereits ein Jahr nach der Gründung qualifizierte sich Schade als Deutscher Meister über 5.000 m für die Olympischen Spiele 1952 in Helsinki und gewann dort überraschend, nach einem spannenden Endkampf, die Bronzemedaille. Es folgten weitere Medaillen bei Deutschen Meisterschaften und Siege bei dem vom SLC ausgerichteten internationalen Sportfesten, zu denen zur Hoch-Zeit über 11.000 Zuschauer kamen. Als späterer Bundestrainer Langstrecke formte Schade nach seiner aktiven Karriere die beiden SLC-Athleten Hans Hüneke und Horst Flosbach zu Weltklasseläufern und Olympiateilnehmern.
1974 gründete der Leichtathletikclub einen der ersten Lauftreffs Deutschlands. Die Gründungseltern Ina (1936–2018) und Klaus (1928–2017) Wester boten Laufen und Walken für Anfänger und Fortgeschrittene an. Ebenso waren sie federführend in der Organisation des Nikolaus-Freundschaftslaufes, der durch Startgelder mittlerweile über 50.000 € für die gemeinnützige Solinger Aktion „Kette der Helfenden Hände“ spenden konnte. Mit dem Bau der vereinseigenen Tennisplätze sowie dem Clubhaus auf dem Sportplatz Schaberg folgte 1980 die Gründung der Tennisabteilung. Die Sportanlage Schaberg wurde im Jahr 1995 zu Ehren des SLC-Aushängeschilds Herbert Schade in Herbert-Schade-Sportanlage umbenannt und im Jahr 2001 zu einer Anlage mit Kunststofflaufbahn modernisiert.
Nach der Anfangszeit wurde ab den 1980er-Jahren nicht mehr nur auf den Profisport, sondern auch verstärkt auf eine gute Nachwuchsarbeit gesetzt. Dies hat sich mit mehreren Titeln und Medaillen bei Deutschen Jugendmeisterschaften erfolgreich ausgezahlt.

### Vorsitzende
- 1951–1954: Walter Scheel (1919–2016)
- 1954–1955: Walter Tiefenbach (1911–1969)
- 1955–1960: Dr. Hans Weber (1903–1986)
- 1960–1965: August Steingaß (1913–1991)
- 1965–1970: Heinz Dann (1916–1979)
- 1970–1974: Udo Wolff (1937–2021)
- 1974–1985: Dr. Helmut Flosbach (1940–2024)
- 1985–1993: Herbert Schade (1922–1994)
- 1993–2005: Michael Schade (* 1952)
- 2005–2015: Hans-Joachim Scheer (* 1954)
- seit 2015-0: Uwe Ludwig (* 1964)

## Veranstaltungen

### Internationales Sportfest Solingen
Nach den Olympischen Spielen von Helsinki 1952 ging der Solinger LC ein großes finanzielles Risiko ein und lud Spitzensportler sowie Mannschaften aus aller Welt in die Jahnkampfbahn (Stadtteil Wald) ein. 11.000 begeisterte Zuschauer begrüßten den Bronzemedaillengewinner Schade und viele internationale Sportler, die auf Anregung Schades und des damaligen SLC-Vorsitzenden Walter Scheel nach Solingen gekommen waren. Das Publikum feierte u. a. die US-Olympiasieger Bob Mathias (Zehnkampf), Walt Davis (Hochsprung) und die 4 × 100-m-Weltrekordstaffel der Frauen.
Viele Jahre gab es auf der Aschenbahn des Walder Stadions Weltklasseleistungen zu bestaunen. Die letzte Ausgabe des internationalen Sportfestes fand 1965 u. a. mit dem Zehnkampf-Olympiasieger Willi Holdorf statt.

### Müngstener Brückenlauf und Klingenlauf
Im November 1972 fiel zum ersten Mal der Startschuss für den Müngstener Brückenlauf rund um die Müngstener Brücke. Auch wenn über die Jahre der Verlauf der anspruchsvollen Strecke mit vielen Höhenmetern geändert wurde, hat die Veranstaltung bis heute einen festen Platz im Laufkalender der Athleten. 1989 startete dann mit dem Solinger Klingenlauf der erste Wettbewerb, der durch die Innenstadt führt.

### Walter-Tiefenbach-Pokal und Sportfeste
Nach dem Vereinsvorsitzenden Walter Tiefenbach ist der Pokal benannt für einen Schüler-Mannschafts-Wettbewerb, an dem alle Sportvereine aus Solingen und Umgebung teilnehmen konnten. Hierbei wurden die Einzelergebnisse aller Sportarten und Altersklassen bewertet und addiert. Bis heute finden noch die beiden KiLA Sportfeste (Halle und Stadion) und das Klingensportfest statt.

### Meisterschaften
Seit der Gründung wurden zahlreiche Meisterschaftsveranstaltungen vom Solinger LC durchgeführt. Im Jahr 1953 richtete der SLC die Deutschen Waldlaufmeisterschaften mit über 20.000 Zuschauern in der Ohligser Heide aus. Neben zahlreichen Kreismeisterschaften des Bergischen Landes wurden im Laufe Zeit immer wieder mal Landes- oder NRW-Meisterschaften auf der Herbert-Schade-Sportanlage durchgeführt, zuletzt die NRW Langstreckenmeisterschaften im Jahre 2015.

## Erfolgreiche Athleten
Die Olympioniken Herbert Schade (Bronzemedaille 5.000 m, Helsinki 1952), Hans Hüneke (Finale 3.000 m Hindernis, Rom 1960),  Horst Flosbach (Finale 5.000 m, Rom 1960) und Klaus Lehnertz (Bronzemedaille Stabhochsprung, Tokio 1964) zählen zu den bekanntesten SLC-Athleten. Neben vielen Medaillengewinnern bei Deutschen Meisterschaften im Jugend- und Erwachsenenbereich, waren auch einige Senioren und Seniorinnen wie Helgard Houben und Bärbel Berghaus mit ihren Weltmeistertiteln international erfolgreich.
| Jahr | Medaille | Wettbewerb             | Name                                  | Altersklasse      | DM Ort         |
| ---- | -------- | ---------------------- | ------------------------------------- | ----------------- | -------------- |
| 1952 | 🥇       | 10.000 m               | Herbert Schade                        | Männer            | Berlin         |
| 1953 | 🥇       | 10.000 m               | Herbert Schade                        | Männer            | Augsburg       |
| 1953 | 🥉       | Waldlauf               | Herbert Schade                        | Männer            | Solingen       |
| 1954 | 🥇       | 10.000 m u. 5.000 m    | Herbert Schade                        | Männer            | Hamburg        |
| 1954 | 🥈       | 5.000 m                | Friedhelm Bongard                     | Männer            | Hamburg        |
| 1955 | 🥇       | 5.000 m                | Herbert Schade                        | Männer            | Frankfurt      |
| 1956 | 🥇       | 10.000 m               | Herbert Schade                        | Männer            | Berlin         |
| 1957 | 🥈       | 10.000 m               | Herbert Schade                        | Männer            | Düsseldorf     |
| 1958 | 🥇       | Stabhochsprung         | Klaus Lehnertz                        | Junioren          | Ludwigsburg    |
| 1959 | 🥇       | Stabhochsprung (Halle) | Klaus Lehnertz                        | Männer            | Berlin         |
| 1959 | 🥇       | Stabhochsprung         | Klaus Lehnertz                        | Männer            | Stuttgart      |
| 1959 | 🥇       | 3.000 m Hindernis      | Hans Hüneke                           | Männer            | Stuttgart      |
| 1960 | 🥇       | Stabhochsprung (Halle) | Klaus Lehnertz                        | Männer            | Kiel           |
| 1960 | 🥇       | Stabhochsprung         | Klaus Lehnertz                        | Männer            | Berlin         |
| 1960 | 🥈       | 5.000 m                | Horst Flosbach                        | Männer            | Berlin         |
| 1960 | 🥉       | 200 m Hürden           | Klaus Kaiser                          | Männer            | Berlin         |
| 1961 | 🥇       | Waldlauf               | Horst Flosbach                        | Männer            | Berlin         |
| 1961 | 🥇       | Stabhochsprung         | Klaus Lehnertz                        | Männer            | Düsseldorf     |
| 1961 | 🥈       | Waldlauf               | Horst Flosbach                        | Männer            | Dülmen         |
| 1961 | 🥈       | 5.000 m                | Horst Flosbach                        | Männer            | Düsseldorf     |
| 1961 | 🥉       | 10.000 m               | Hans Hüneke                           | Männer            | Düsseldorf     |
| 1962 | 🥇       | Waldlauf (Mannschaft)  | Flosbach-Hüneke-Nordhausen            | Männer            | Saarbrücken    |
| 1962 | 🥈       | 5.000 m                | Horst Flosbach                        | Männer            | Hamburg        |
| 1962 | 🥉       | Waldlauf               | Horst Flosbach                        | Männer            | Saarbrücken    |
| 1962 | 🥉       | 200 m Hürden           | Klaus Kaiser                          | Männer            | Hamburg        |
| 1963 | 🥈       | 10.000 m               | Horst Flosbach                        | Männer            | Augsburg       |
| 1965 | 🥉       | Speerwurf              | Hedwig Müller                         | weibl. Jugend U18 | Bremerhaven    |
| 1966 | 🥇       | Speerwurf              | Hedwig Müller                         | weibl. Jugend U18 | Ulm            |
| 1977 | 🥇       | 4 × 100 m Staffel      | Conrads-Matheis-Scharrenberg-Gumbrich | Schüler U16       | Wolfsburg      |
| 1988 | 🥈       | Blockmehrkampf Sprint  | Michael Kock                          | männl. Jugend U18 | Berlin         |
| 1992 | 🥉       | 200 m                  | Michael Kock                          | Junioren          | Gelnhausen     |
| 2003 | 🥉       | 110 m Hürden           | Oliver Scheer                         | männl. Jugend U18 | Fulda          |
| 2014 | 🥉       | 3.000 m                | Inga Hundeborn                        | weibl. Jugend U20 | Bochum         |
| 2016 | 🥇       | Halbmarathon           | Inga Hundeborn                        | Juniorinnen       | Bad Liebenzell |
| 2016 | 🥇       | 10 km Straße           | Inga Hundeborn                        | Juniorinnen       | Hamburg        |
| 2016 | 🥈       | 10.000 m               | Inga Hundeborn                        | Juniorinnen       | Celle          |
| 2017 | 🥇       | 400 m                  | Maximilian Kremser                    | männl. Jugend U18 | Ulm            |
| 2017 | 🥉       | Halbmarathon           | Inga Hundeborn                        | Juniorinnen       | Hannover       |
| 2019 | 🥈       | 400 m                  | Maximilian Kremser                    | männl. Jugend U20 | Ulm            |
| 2025 | 🥈       | Weitsprung             | Julian Löcher                         | Schüler U16       | Ulm            |
| 2025 | 🥉       | Hochsprung             | Julian Löcher                         | Schüler U16       | Ulm            |

## Auszeichnungen
Etliche Mitglieder des Vereins wurde in Solingen zum Sportler des Jahres gewählt, darunter Bärbel Berghaus (1999 und 2006), Inga Hundeborn (2016), Markus Nett (2002), Oliver Scheer (2003) und Maximilian Kremser (2017 und 2022). Zudem wurde das Leichtathletikteam U 12 Mannschaft des Jahres 2022.